# Euploea eustachiella
Euploea eustachiella är en fjärilsart som beskrevs av Carpenter 1953. Euploea eustachiella ingår i släktet Euploea och familjen praktfjärilar. Inga underarter finns listade i Catalogue of Life.